# Lorsch
Lorsch – miasto w Niemczech, w kraju związkowym Hesja, w rejencji Darmstadt, w powiecie Bergstraße.
W Lorsch znajdują się opactwo i klasztor Altenmünster, wpisane na listę dziedzictwa UNESCO.

## Współpraca
Miejscowości partnerskie:
- Le Coteau, Francja
- Thal – dzielnica Ruhla, Turyngia
- Zwevegem, Belgia